# Yttre Mittevatten
Yttre Mittevatten är en sjö i Kungälvs kommun i Bohuslän och ingår i Göta älvs huvudavrinningsområde. Yttre Mittevatten ligger i Svartedalen Natura 2000-område. Sjön är 13,5 meter djup, har en yta på 0,0228 kvadratkilometer och befinner sig 140 meter över havet.
Sjön är den sydligaste av Mittevättorna. Som framgår av detta uppslagsord hade sjön ursprungligen sitt utlopp söderut mot Stora Äggdalsjön, men genom en 125 meter lång fördämning i sydost avleddes vattnet istället mot Kroksjön. Denna fördämning är numera helt övertorvad och skadad varför sjön har på nytt sitt utlopp mot Stora Äggdalssjön. Sjön tillhör därför inte längre Göta älvs huvudavrinningsområde, utan vattnet fortsätter mot Anråse å som mynnar i Skagerrack vid Stora Höga.     